# Nintendo e-Reader
El e-Reader (カードeリーダー Kādo-Ī-Rīdā?,  Card-e-Reader) es un periférico descontinuado hecho por Nintendo para la consola Game Boy Advance. Se lanzó por primera vez en Japón en diciembre de 2001, y luego en Norteamérica en septiembre del 2002. Se compone de un escáner conformado por diodos LED que lee "e-Reader cards", las cuales son tarjetas de papel que contienen información codificada con puntos sobre ellas.
Dependiendo de la tarjeta y de su juego asociado, las tarjetas se usaban típicamente como llaves para desbloquear ítems secretos, niveles, o jugar minijuegos cuando la tarjeta era pasada por el escáner. Lea abajo para ver una lista de tarjetas y de sus funciones. Las tarjetas contiene ellas mismas los datos, en comparación con el desbloqueo de datos ya grabados en el juego.

## Información general

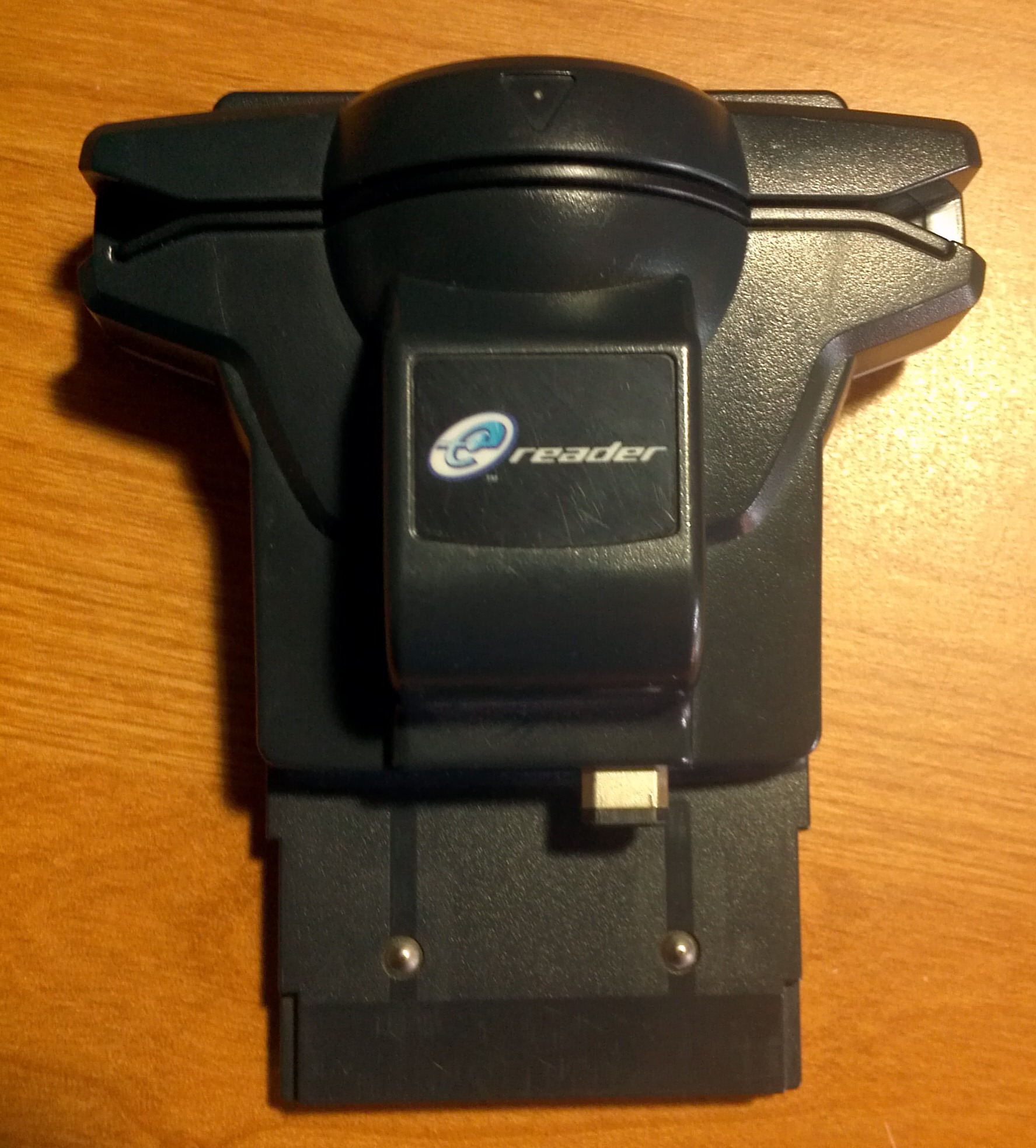
Game Boy Advance e-Reader

Se lanzaron dos versiones del e-Reader en Japón: el e-Reader original (Sin el puerto multijugador), que puede leer tarjetas para desbloquear contenido, etc.; y después el e-Reader+ (el e-Reader "normal" en Norteamérica y Australia), que incluía un conector multijugador para conectarse con la Nintendo GameCube y jugar juegos como Animal Crossing y conectarse con otra Game Boy Advance y jugar juegos como Pokémon Ruby y Sapphire. El e-Reader solo se consideró exitoso en Japón. También se hicieron en Europa, pero se fabricaron muy pocos, además de ser inmediatamente cancelados, y fue descontinuado en Norteamérica cerca del año 2004, debido a la falta de popularidad. Las ventas en Japón fueron las únicas que dieron frutos, por lo que se descontinuó junto con la Game Boy Advance.
Para añadir ítemes y escanear niveles en juegos como Super Mario Advance 4: Super Mario Bros. 3, el jugador requería una Game Boy Advance adicional y un Game Link Cable . conectando el extremo gris a la Game Boy Advance con el e-Reader y el extremo púrpura a la Game Boy Advance con el videojuego. Después de llegar al punto de escaneo en el juego, el jugador debía escanear las tarjetas con el e-Reader para traspasar la información necesaria al cartucho. Esta función no funciona con la Nintendo DS debido a la falta de espacio para el conector multijugador.

### e-Reader cards
En los Estados Unidos, las tarjetas que se lanzaron eran:
1. Juegos de NES.
2. Nuevos niveles y mejoras para Super Mario Advance 4: Super Mario Bros. 3
3. Objetos y diseños para Animal Crossing.
4. Nuevos entrenadores para combatir en Pokémon Ruby y Sapphire.
5. Mini-juegos, incluyendo una versión de Mario Party.
6. Tarjetas Game & Watch; Originalmente se planeaba lanzar todos los juegos de Game & Watch para el e-Reader, pero solo se lanzó Manhole-e.

Hay numerosos juegos que solo se lanzaron en Japón.

### Código de puntos
Los datos son codificados en un "código de puntos", el cual es un Código de barras tecnológico especializado y autorizado por Olympus. Las tarjetas pueden contener una o dos barras compuestas por puntos, ya sea una amplia franja de puntos del lado izquierdo de la tarjeta, una amplia franja de puntos a ambos lados de la tarjeta, una franja estrecha en la parte inferior de la tarjeta o una franja corta en la parte inferior de la tarjeta con una tira larga en el lado izquierdo de la tarjeta. Juegos pequeños solo requerían escanear una tarjeta (dos barras de códigos), Mientras que juegos más pesados como los de NES podían requerir de hasta cinco tarjetas (nueve a diez barras de códigos) en orden para iniciar la aplicación.
Los códigos más cortos se usaron en las Pokémon Trading Card Game. Las tarjetas eran publicadas tanto por Nintendo como por Wizards of the Coast las cuales solo tenían una barra de códigos en la parte inferior de la tarjeta. Cuando las tarjetas eran escaneadas mostraban un Pokédex mostrando la información cargada desde la tarjeta.

## Compatibilidad

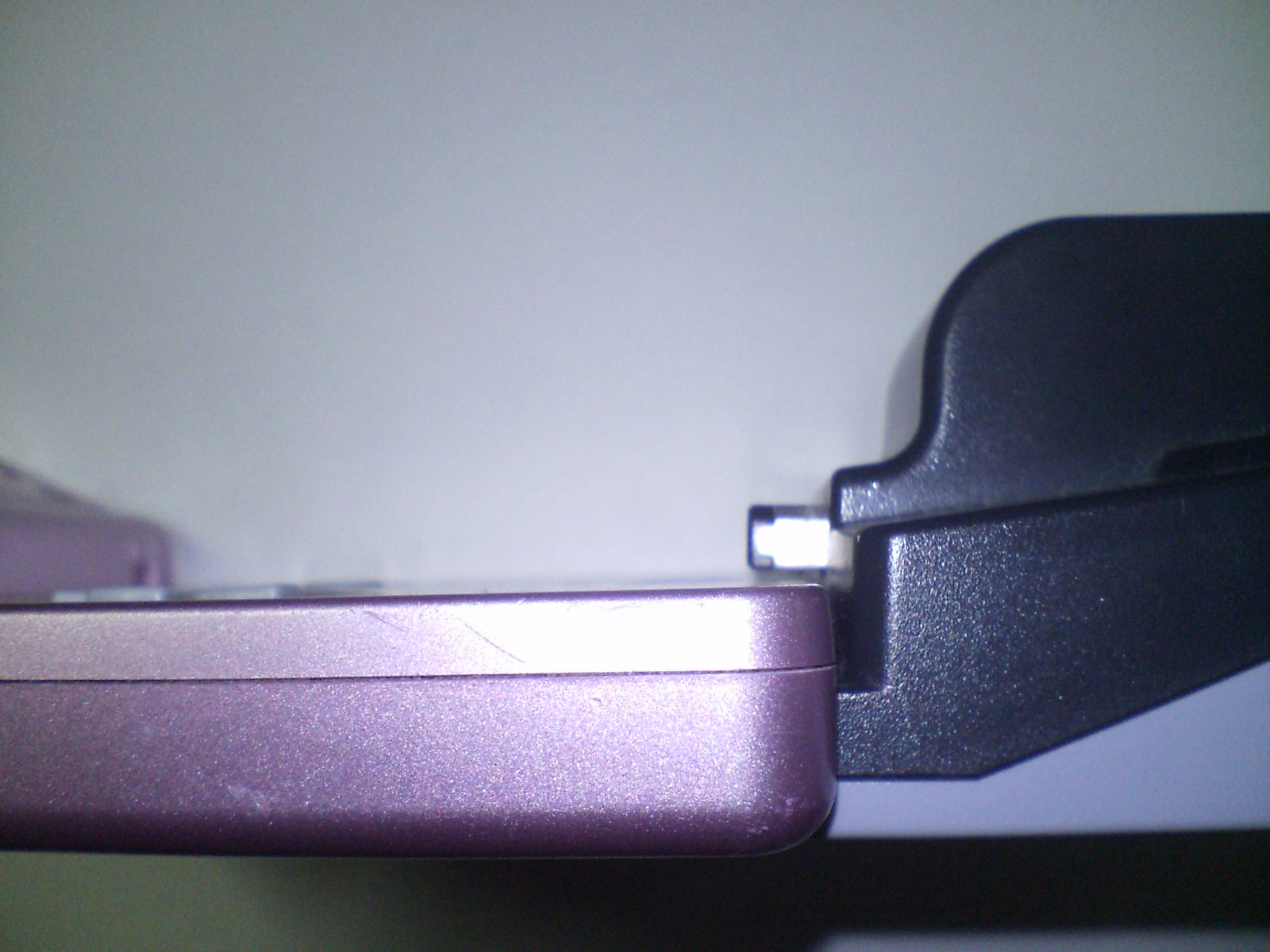
el e-Reader conectado a una Game Boy Advance SP.

El e-Reader se conectaba al puerto de juegos de la Game Boy Advance como un juego normal. El otro extremo del e-Reader incluía una ranura para deslizar las tarjetas para su escaneo. Electrónicamente, el e-Reader está hecho para poder funcionar en cualquier sistema que soporte juegos de Game Boy Advance, aunque mecánicamente es incompatible con algunos sistemas (Es simple, no calza correctamente), y la capacidad de conectarse a otras consolas no estaba disponible.
Una vez instalado, el conector del cable de multijugador de la Game Boy Advance se obstruye, pero una conexión integrada en el e-Reader permite funciones de multijugador en la parte superior. La Game Boy Advance SP es también totalmente compatible, aunque el e-Reader no se monta al ras de la SP (ver foto). Pero ya que el conector del cable de multijugador en el SP no está obstruido, no se utiliza el paso a través del e-Reader.
El Game Boy Player también es compatible, conectando el e-Reader como si fuera en una Game Boy Advance (En este caso, el puerto multijugador integrado en el e-Reader es el que se usa). El GameCube actúa como una Game Boy Advance, por lo que se requiere otra GameCube adicional cargada con el juego para traspasar datos desde el e-Reader hacia el juego.
El e-Reader es compatible con la DS Lite, pero no con la DS original. El e-Reader puede ser modificado para calzar en la DS original, en este caso, ni el e-Reader ni la consola podrán utilizar la función de multijugador.
El e-Reader no calza en el Game Boy Micro., pero al no ser un conector común el de la consola, se debe usar un adaptador para poder usar las caracterísricas de multijugador de la consola. El cable de la GameCube no es compatible con la GameBoy Micro, por lo que este debe ser modificado para poder conectarse a la consola.
Debido a que la primera versión japonesa del e-Reader no incluía el conector de multijugador, esta se puede conectar a los sistemas incompatibles. Aunque la nintendo DS y la Game Boy Advance son de Región libre, las tarjetas del e-Reader Japonesas solo funcionan en la versión japonesa del e-Reader. Se mostrará un mensaje de error si una tarjeta japonesa es leída en el e-Reader norteamericano y viceversa.

## Lista de juegos

### Entregas de NES
Cada juego de la serie venía incorporado en 5 tarjetas, que deben ser escaneados 2 veces por ambos lados. Todos los títulos llevan el sufijo "-e". y son conversiones de la NES. Todos los títulos son desbloqueables en Animal Crossing y disponibles en la consola virtual, salvo excepciones.
Los títulos son:
- Balloon Fight
- Baseball
- Clu Clu Land
- Donkey Kong - disponible en Classic NES Series.
- Donkey Kong Jr.
- Donkey Kong 3
- Excitebike - disponible en Classic NES Series.
- Golf - no disponible en la consola virtual.
- Ice Climber - disponible en Classic NES Series.
- Mario Bros.
- Pinball
- Tennis
- Urban Champion - no disponible en Animal Crossing.

### Cartas Rockman.EXE y Mega Man Zero 3
Las versiones japonesas de la franquicia Mega Man usaban tarjetas e+ para alterar todos los juegos usando el e-Reader+.
En Rockman.EXE, las tarjetas usadas eran para mejorar HP, parámetros, cambios de X-buster, de ataque cargado o de habilidades B+atrás. Solo algunas tarjetas aparecieron para obtener battlechips, sub-chips, Zenny, Bug Frags y programas de personalización de Net Navi (solo en  Rockman EXE6 Modification Card partes 1 y 2), pero también aparecen bugs que perjudican al Net Navi.
En Mega Man Zero 3, solo aparecieron 100 cartas, 20 de ellas son de personaje y el resto altera por completo el juego, desde alterar la base, hasta alteración de arsenal.
Estas tarjetas y cartas no aparecieron fuera de Japón, y la única forma de obtener esas funciones eran trampeando los juegos (usando Gameshark, Action Replay o Code Breaker, por mencionar algunos dispositivos de trampas).

### Otros
- Animal Crossing-e
- Pokémon Battle-e
- Pokémon Colosseum
- Pokémon Pinball: Ruby & Sapphire
- Super Mario Advance 4: Super Mario Bros. 3
- F-Zero: Legend of Falcon
- Pack promocional de E3 2002
- Mario Party-e
- Air Hockey-e
- Manhole-e
- FOXBOX Kirby Slide Puzzle
- Pokémon Channel
- Domo-Kun no Fushigi Terebi
- Mario VS Donkey Kong
- Pikmin 2-e
- Tickets EON